# Clossiana jenistai
Clossiana jenistai är en fjärilsart som beskrevs av Don B. Stallings och Turner 1947. Clossiana jenistai ingår i släktet Clossiana och familjen praktfjärilar. Inga underarter finns listade i Catalogue of Life.